# Gubadly (quận)
Gubadly (tiếng Azerbaijan:Qubadlı) là một quận thuộc Azerbaijan. Dân số thời điểm năm 2012 là 32949 người.